# Nan Zhang
Nan Zhang (en chinois :  张楠), (née le 1er novembre 1986  à Bengbu, dans la province de l'Anhui, en Chine) est une actrice et modèle américano-chinoise. 
Elle est connue pour le rôle de Kati Farkas, dans la série télévisée à succès Gossip Girl.

## Biographie
Nan Zhang est née à Bengbu, dans la province de l'Anhui, en Chine. Sa famille a ensuite déménagé aux États-Unis, à La Nouvelle-Orléans, en Louisiane. Elle est enfant unique.
Elle a étudié à l'université Johns-Hopkins à Baltimore dans le Maryland dans le programme de neurosciences avant de poursuivre du théâtre à New York.
Après avoir été sélectionnée comme nouveau modèle dans le magazine Chanel/Seventeen dans leur concours de l'année, Nan a décidé de poursuivre dans cette voie.

## Filmographie
| Année     | Genre           | Titre          | Rôle                       | Notes       |
| --------- | --------------- | -------------- | -------------------------- | ----------- |
| 2007      | x               | West32nd       | Une Fille                  | figurante   |
| 2007-2011 | Série télévisée | Gossip Girl    | Katia "Kati" Farkas        | 17 épisodes |
| 2011      | Film            | Shanghai Hotel | Première fille à la soirée | x           |